# Biddle-Murray Manufacturing Company
Biddle-Murray Manufacturing Company war ein US-amerikanischer Hersteller von Automobilen.

## Unternehmensgeschichte
John D. Black, Edward C. Maher und Ralph McShaw gründeten 1905 das Unternehmen in Oak Park in Illinois. Sie begannen mit der Produktion von Automobilen. Der Markenname lautete Biddle-Murray. Im März 1907 endete die Produktion, als das Unternehmen in die Insolvenz ging.

## Fahrzeuge
Das Unternehmen stellte einige Personenkraftwagen sowie einen Lastkraftwagen her. Weitere Details sind nicht bekannt.